# تانگجین
تانگجین (کره‌ای: 당진) یک شهر و تقسیمات کشوری کره جنوبی در کره جنوبی است که در چونگچئونگنام-دو واقع شده‌است. تانگجین ۶۶۴٫۱۳ کیلومتر مربع مساحت و ۱۱۷٬۴۰۹ نفر جمعیت دارد.